# ایر فرانس-کی‌ال‌ام

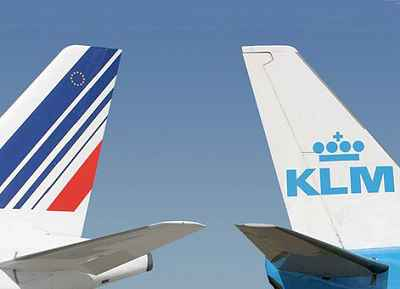
کی‌ال‌ام - ایر فرانس

ایر فرانس-کی‌ال‌ام (به انگلیسی: Air France-KLM) شرکت هلدینگ هواپیمایی فرانسوی-هلندی است، که دفتر مرکزی آن در فرودگاه شارل دوگل، ترامبله آنفرانس، پاریس قرار دارد. این گروه دارای دفاتر عملیاتی در مونتروی، سن-سن-دنی، فرانسه و آمستل‌فین، هلند می‌باشد.
شرکت ایر فرانس-کی‌ال‌ام در سال ۲۰۰۴ و در پی ادغام شرکت فرانسوی؛ ایر فرانس و شرکت هلندی؛ کی‌ال‌ام تشکیل شد. در سال ۲۰۰۸ این شرکت به عنوان بزرگترین شرکت هواپیمایی جهان بر پایه میزان درآمدها محسوب می‌شود، همچنین بزرگترین شرکت هواپیمایی جهان از لحاظ شاخص مسافر-کیلومتر به‌شمار می‌آید.
فرودگاه پاری-شارل-دو-گل به عنوان قطب شرکت هواپیمایی ایر فرانس-کی‌ال‌ام و فرودگاه اسخیپهول آمستردام نیز به عنوان دومین فرودگاه مرکزی این شرکت محسوب می‌شود. شرکت ایر فرانس-کی‌ال‌ام شمار ۷۱٬۳۷۴ میلیون مسافر را در سال ۲۰۱۰ جابجا نموده‌است.